# ニョーロ・デュ・リプ県
ニョーロ・デュ・リプ県（ニョーロ・デュ・リプけん、Département de Nioro du Rip）は、セネガル西部カオラック州南西部にある県。ニョーロ・デュ・リプ市とワック・ングナ郡、メディナ・サバハ郡、パオスコト郡からなる。県都はニョーロ・デュ・リプ。